# Перечинська міська територіальна громада
Перечинська міська громада — територіальна громада в Україні, в Ужгородському районі Закарпатської області. Адміністративний центр — місто Перечин. Територією громади протікає річка Уж.
Площа громади — 144,53 км², населення — 12 728 мешканців (2020).
Утворена 11 жовтня 2016 року шляхом об'єднання Перечинської міської ради та Ворочівської, Зарічівської, Сімерківської, Сімерської сільських рад Перечинського району.

## Населені пункти
У складі громади 1 місто (Перечин) і 4 села: Ворочово, Зарічово, Сімерки та Сімер.